# Arbois
Arbois là một xã trong vùng hành chính Franche-Comté, thuộc tỉnh Jura, quận Lons-le-Saunier, tổng Arbois. Tọa độ địa lý của xã là 46° 45' vĩ độ bắc, 05° 46' kinh độ đông. Arbois nằm trên độ cao trung bình là 293 mét trên mặt nước biển, có điểm thấp nhất là 246 mét và điểm cao nhất là 613 mét. Xã có diện tích 45,42 km², dân số vào thời điểm 2006 là 3.509 người; mật độ dân số là 77 người/km².

## Các thành phố kết nghĩa
- Hausach, Đức
- Panciu, România
- Douroula, Burkina Faso

## Nhân vật nổi tiếng
- Jean-Charles Pichegru, tướng quân đội
- Louis Pasteur